# Cyclopogon laxiflorus
Cyclopogon laxiflorus är en orkidéart som beskrevs av Erik Leonard Ekman och Rudolf Mansfeld. Cyclopogon laxiflorus ingår i släktet Cyclopogon, och familjen orkidéer. Inga underarter finns listade i Catalogue of Life.